# Таємниця червоної орхідеї
Таємниця червоної орхідеї (нім. Das Rätsel der roten Orchidee) — німецький трилер 1962 року.

## Сюжет
Дві міжнародні гангстерські банди шантажують мільйонерів Лондона. Вони вимагають заплатити кілька тисяч фунтів стерлінгів. Якщо ті відмовляться платити чи повідомлять в поліцію, їм загрожує жахлива розправа. Секретарка містера Таннера, дізнається, що її боса теж шантажують, і повідомляє про це інспектору Вестону зі Скотланд-Ярду.

## У ролях
| Актор                | Роль                     |
| -------------------- | ------------------------ |
| Крістофер Лі         | капітан Аллерман         |
| Адріан Ховен         | інспектор Вестон         |
| Мариза Мелл          | Ліліан Ранжер            |
| Пінкас Браун         | Едвін                    |
| Крістіана Нілсен     | Кора Мінеллі             |
| Ерік Польман         | Керкі Мінеллі            |
| Фріц Расп            | Таннер                   |
| Вольфганг Бюттнер    | головний інспектор Тетлі |
| Герберт А.Е. Беме    | полковник Друд           |
| Гюнтер Жершке        | містер Шелбі             |
| Сігрід фон Ріхтхофен | пані Мур                 |
| Ганс Петш            | Лорд Арлінгтон           |
| Едгар Вензел         | Красунчік                |
| Клаус Кінскі         | Стів                     |
| Едді Арент           | Паркер                   |